# Terrerola rogenca
La terrerola rogenca o terrolot de prat (Alaudala rufescens) és una espècie d'ocell de l'ordre dels passeriformes molt semblant a la terrerola vulgar.

## Morfologia
- Fa 14 cm de llargària total.
- En comparança amb la terrerola vulgar té el mantell un xic més fosc, el pit llistat i li manquen les taques negres del coll.
- Bec curt i fort.

## Subespècies
- Calandrella rufescens aharonii
- Calandrella rufescens apetzii
- Calandrella rufescens athensis
- Calandrella rufescens beicki
- Calandrella rufescens cheleensis
- Calandrella rufescens heinei
- Calandrella rufescens kukunoorensis
- Calandrella rufescens leucophaea
- Calandrella rufescens minor
- Calandrella rufescens nicolli
- Calandrella rufescens niethammeri
- Calandrella rufescens persica
- Calandrella rufescens polatzeki
- Calandrella rufescens pseudobaetica
- Calandrella rufescens rufescens
- Calandrella rufescens seebohmi
- Calandrella rufescens somalica
- Calandrella rufescens stegmanni
- Calandrella rufescens tangutica

## Reproducció

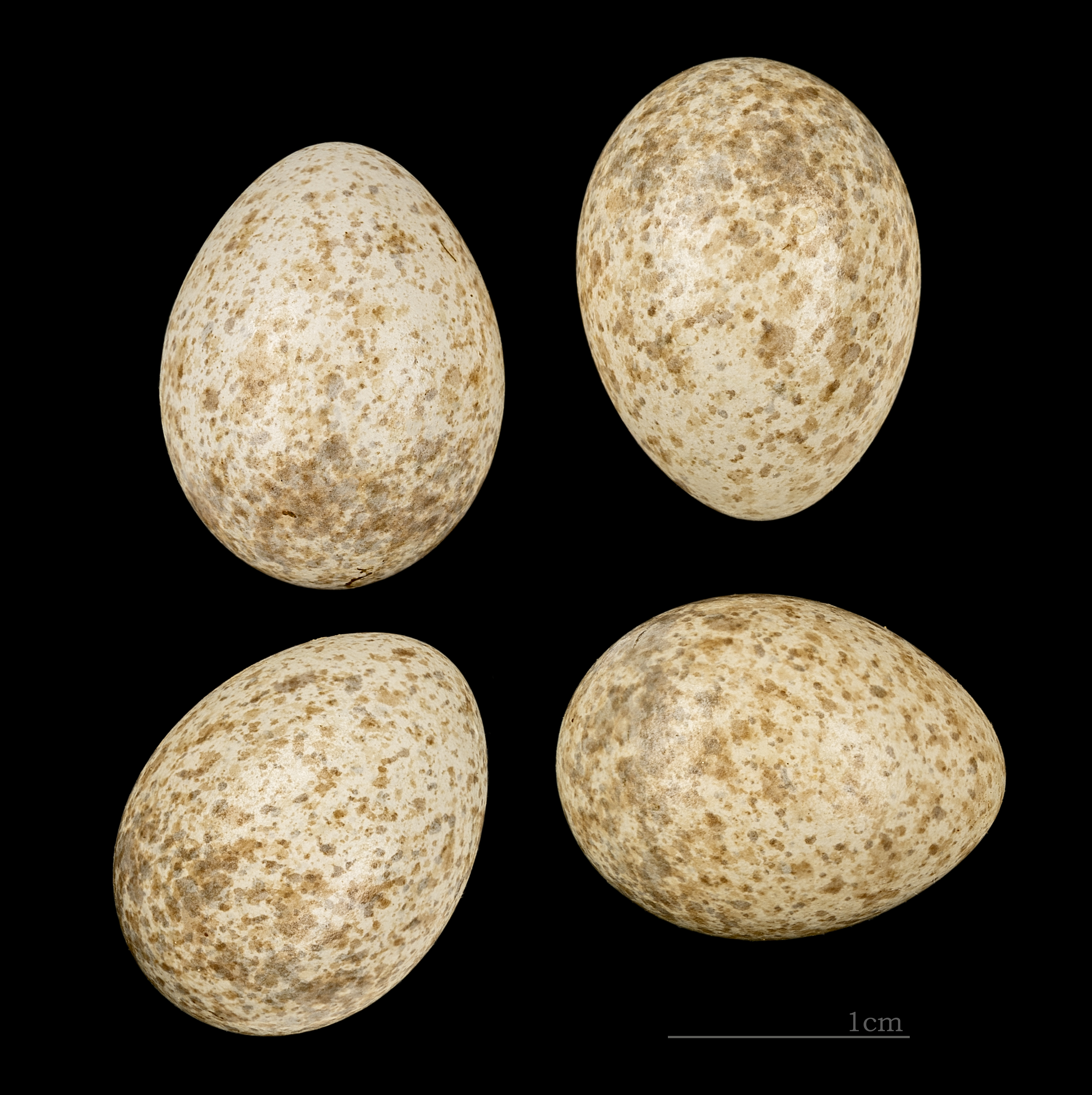
Calandrella rufescens minor

És una au nidificadora al Principat de Catalunya i realitza la posta (2-3 ous) a l'abril-juny. Nia a terra.

## Alimentació
Menja llavors i, especialment a l'època de cria, insectes.

## Hàbitat
Als Països Catalans viu a les platges i a les dunes del Delta de l'Ebre que tenen poca vegetació.

## Distribució geogràfica
Viu a l'Àfrica del Nord, a la península Ibèrica fins a l'Ebre, i des de Turquia fins a Mongòlia i la Xina.

## Costums
- Fa un cant, quan vola a gran alçada, i un crit, quan vola baix, diferents dels de la terrerola vulgar.[1]
- Moltes poblacions (incloent-hi les ibèriques i les nord-africanes) són sedentàries però algunes asiàtiques septentrionals hivernen més al sud.

## Estat de conservació
- Població catalana: 418-1.885 parelles.
- Població europea: 1.600.000-4.000.000 parelles (representa el 25-49% de la població mundial).